# Gergana Dokuzova
Gergana Dokuzova est une ancienne joueuse bulgare de volley-ball née le 2 janvier 1986 à Kirkovo (Kardjali). Elle mesure 1,79 m et jouait au poste de libero.

## Clubs
| Club                       | De        | À         |
| -------------------------- | --------- | --------- |
| CSKA Sofia                 | 2005-2006 | 2010-2011 |
| USSP Albi Volley-Ball      | 2011-2012 | 2012-2013 |
| Volley-Ball Tulle Naves    | 2013-2014 | 2013-2014 |
| Volley-Ball Pexinois Niort | 2014-2015 | 2014-2015 |

## Palmarès
- Championnat de Bulgarie
  - Vainqueur : 2007, 2008, 2010.
- Coupe de Bulgarie
  - Vainqueur : 2008, 2010.
  - Finaliste : 2009.